# Leichtathletik-Länderkampf der Männer 1954 Frankreich – BR Deutschland
| 11. Leichtathletik-Länderkampf mit bundesdeutscher Beteiligung 1954 | 11. Leichtathletik-Länderkampf mit bundesdeutscher Beteiligung 1954 |               |
| ------------------------------------------------------------------- | ------------------------------------------------------------------- | ------------- |
|                                                                     |                                                                     |               |
| Ländervergleich der Männer: Frankreich – BR Deutschland             |                                                                     |               |
| Austragungsort                                                      | Paris                                                               |               |
| Wettbewerbe                                                         | 20                                                                  |               |
| Datum                                                               | 11./12. September 1954                                              |               |
| 1. FRG 2. FRA                                                       | 121 Punkte 083 Punkte                                               |               |
| Chronik                                                             |                                                                     |               |
| ← FRG-DNK (M)                                                       | FRG-FIN (M) →                                                       | FRG-FIN (M) → |

Im elften Vergleich des Länderkampfjahres 1954 gab es nach fünfzehn Jahren auch wieder eine Begegnung mit Frankreich. Das letzte Aufeinandertreffen der beiden Länder hatte kurz vor dem Zweiten Weltkrieg am 2. Juli 1939 in München stattgefunden. Nun traten die Männer beider Länder am 11./12. September in der französischen Hauptstadt Paris an.

## Wettbewerbe und Modus
Es wurden dieselben zwanzig Disziplinen ausgetragen wie im Länderkampf zuvor gegen Dänemark. Auch die Veranstaltung in Paris wurde an zwei Tagen durchgeführt. Aus dem olympischen Wettbewerbskatalog fehlten wiederum nur der Marathonlauf, die beiden Gehwettbewerbe und der Zehnkampf. In den Einzeldisziplinen wurden die Punkte standardmäßig verteilt, in den Staffeln mit drei zu eins.

## Ergebnis
In fünf Wettbewerben, dem Rennen über 10.000 Meter, den Hürdenläufen über 110 und 400 Meter, dem Stabhochsprung sowie dem Kugelstoßen lagen die Leichtathleten aus Frankreich vorn. Alle weiteren Wettbewerbe entschieden die Leichtathletik-Länderkämpfe mit bundesdeutscher Beteiligungdeutschen Sportler für sich, sieben davon mit Doppelerfolgen. So trug die Bundesrepublik Deutschland im vierzehnten Aufeinandertreffen mit Frankreich den vierzehnten Sieg davon, diesmal mit 121 zu 83 Punkten.

## Legende
Kurze Übersicht zur Bedeutung der Symbolik – so üblicherweise auch in sonstigen Veröffentlichungen verwendet:
| DSQ | disqualifiziert       |
| NM  | keine Weite (No Mark) |
| ogV | ohne gültigen Versuch |

## Resultate

### 100 m
| Platz | Athlet            | Land | Zeit (s) |
| ----- | ----------------- | ---- | -------- |
| 1     | Heinz Fütterer    | FRG  | 10,8     |
| 2     | René Bonino       | FRA  | 10,9     |
| 3     | Leonhard Pohl     | FRG  | 11,0     |
| 4     | Jacques Derderian | FRA  | 11,2     |

Datum: 11. September

### 200 m
| Platz | Athlet          | Land | Zeit (s) |
| ----- | --------------- | ---- | -------- |
| 1     | Heinz Fütterer  | FRG  | 21,4     |
| 2     | Peter Kraus     | FRG  | 21,9     |
| 3     | Pierre Haarhoff | FRA  | 22,2     |
| 4     | Habib Thiam     | FRA  | 22,3     |

Datum: 12. September

### 400 m
| Platz | Athlet                   | Land | Zeit (s) |
| ----- | ------------------------ | ---- | -------- |
| 1     | Karl-Friedrich Haas      | FRG  | 47,7     |
| 2     | Jean-Pierre Goudeau      | FRA  | 48,0     |
| 3     | Jean-Paul Martin du Gard | FRA  | 48,5     |
| 4     | Hans Geister             | FRG  | 48,6     |

Datum: 11. September

### 800 m
| Platz | Athlet          | Land | Zeit (min) |
| ----- | --------------- | ---- | ---------- |
| 1     | Friedel Stracke | FRG  | 1:49,8     |
| 2     | Edmund Brenner  | FRG  | 1:50,3     |
| 3     | René Djian      | FRA  | 1:50,4     |
| 4     | Dupoux          | FRA  | 2:00,4     |

Datum: 12. September

### 1500 m
| Platz | Athlet            | Land | Zeit (min) |
| ----- | ----------------- | ---- | ---------- |
| 1     | Olaf Lawrenz      | FRG  | 3:53,6     |
| 2     | Hans Emde         | FRG  | 3:54,6     |
| 3     | Antoine Vincendon | FRA  | 3:57,2     |
| 4     | Richard Badet     | FRA  | 3:59,0     |

Datum: 11. September

### 5000 m
| Platz | Athlet            | Land | Zeit (min) |
| ----- | ----------------- | ---- | ---------- |
| 1     | Heinz Laufer      | FRG  | 14:28,0    |
| 2     | Henri Laethier    | FRA  | 14:30,4    |
| 3     | Friedhelm Bongard | FRG  | 14:58,2    |
| 4     | Biche             | FRA  | 15:23,8    |

Datum: 12. September

### 10.000 m
| Platz | Athlet               | Land | Zeit (min) |
| ----- | -------------------- | ---- | ---------- |
| 1     | Ahmed Ben Labidi     | FRA  | 31:22,0    |
| 2     | Joly                 | FRA  | 31:25,4    |
| 3     | Hermann Eberlein     | FRG  | 31:30,4    |
| 4     | Gerd von Hanu-Krüger | FRG  | 32:04,4    |

Datum: 11. September

### 110 m Hürden
| Platz | Athlet              | Land | Zeit (s) |
| ----- | ------------------- | ---- | -------- |
| 1     | Jacques Dohen       | FRA  | 15,0     |
| 2     | Ignace Heinrich     | FRA  | 15,1     |
| 3     | Bert Steines        | FRG  | 15,1     |
| 4     | Karl-Ernst Schottes | FRG  | 16,3     |

Datum: 12. September

### 400 m Hürden
| Platz | Athlet          | Land | Zeit (s) |
| ----- | --------------- | ---- | -------- |
| 1     | Guy Cury        | FRA  | 52,6     |
| 2     | Kurt Bonah      | FRG  | 52,8     |
| 3     | Robert Bart     | FRA  | 53,4     |
| 4     | Heinz Ulzheimer | FRG  | 53,7     |

Datum: 12. September

### 3000 m Hindernis
| Platz | Athlet         | Land | Zeit (min) |
| ----- | -------------- | ---- | ---------- |
| 1     | Helmut Thumm   | FRG  | 9:11,8     |
| 2     | André Lecat    | FRA  | 9:20,4     |
| 3     | Stefan Lüpfert | FRG  | 9:28,0     |
| 4     | Furic          | FRA  | 9:40,0     |

Datum: 12. September

### 4 × 100 m Staffel
| Platz | Besetzung      | Land                                                    | Zeit (s) |
| ----- | -------------- | ------------------------------------------------------- | -------- |
| 1     | BR Deutschland | Leonhard Pohl Peter Kraus Heinz Fütterer Manfred Germar | 41,1     |
| DSQ   | Frankreich     | René Bonino Alain David Daniel Meneux Pierre Coelembier |          |

Datum: 11. September

### 4 × 400 m Staffel
| Platz | Besetzung      | Land                                                                        | Zeit (min) |
| ----- | -------------- | --------------------------------------------------------------------------- | ---------- |
| 1     | BR Deutschland | Hans Geister Helmut Dreher Kurt Bonah Karl-Friedrich Haas                   | 3:10,0     |
| 2     | Frankreich     | Pierre Haarhoff Jacques Degats Jean-Paul Martin du Gard Jean-Pierre Goudeau | 3:10,3     |

Datum: 12. September

### Hochsprung
| Platz | Athlet                   | Land | Höhe (m) |
| ----- | ------------------------ | ---- | -------- |
| 1     | Hans-Jürgen Jenss        | FRG  | 1,90     |
| 2     | Werner Bähr              | FRG  | 1,85     |
| 3     | Georges Damitio          | FRA  | 1,85     |
| 4     | Jean-Pierre Le Guéhennec | FRA  | 1,85     |

Datum: 11. September

### Stabhochsprung
| Platz | Athlet            | Land | Höhe (m) |
| ----- | ----------------- | ---- | -------- |
| 1     | Victor Sillon     | FRA  | 4,30     |
| 2     | Julius Schneider  | FRG  | 4,00     |
| 3     | Chevillars        | FRA  | 3,80     |
| 4     | Kart-Heinz Thenée | FRG  | 3,60     |

Datum: 12. September

### Weitsprung
| Platz | Athlet         | Land | Weite (m) |
| ----- | -------------- | ---- | --------- |
| 1     | Heinz Oberbeck | FRG  | 7,08      |
| 2     | Günther Jobst  | FRG  | 6,97      |
| 3     | René Cucuat    | FRA  | 6,92      |
| 4     | L’Allemand     | FRA  | 6,30      |

Datum: 11. September

### Dreisprung
| Platz | Athlet              | Land | Weite (m) |
| ----- | ------------------- | ---- | --------- |
| 1     | Theo Strohschnieder | FRG  | 14,45     |
| 2     | Serge Gaiddon       | FRA  | 14,34     |
| 3     | Kurt Trozowski      | FRG  | 13,95     |
| NM    | Pierre Thiolon      | FRA  | ogV       |

Datum: 12. September

### Kugelstoßen
| Platz | Athlet          | Land | Weite (m) |
| ----- | --------------- | ---- | --------- |
| 1     | Raymond Thomas  | FRA  | 15,32     |
| 2     | Dietrich Urbach | FRG  | 14,91     |
| 3     | Josef Klik      | FRG  | 14,60     |
| 4     | Jean Darot      | FRA  | 14,25     |

Datum: 11. September

### Diskuswurf
| Platz | Athlet          | Land | Weite (m) |
| ----- | --------------- | ---- | --------- |
| 1     | Heinz Rosendahl | FRG  | 47,40     |
| 2     | Karl Oweger     | FRG  | 46,48     |
| 3     | Jean Darot      | FRA  | 46,39     |
| 4     | Jean Maissant   | FRA  | 45,01     |

Datum: 12. September

### Hammerwurf
| Platz | Athlet           | Land | Weite (m) |
| ----- | ---------------- | ---- | --------- |
| 1     | Karl Hein        | FRG  | 53,97     |
| 2     | Guy Husson       | FRA  | 52,94     |
| 3     | Pierre Legrain   | FRA  | 51,93     |
| 4     | Siegfried Lorenz | FRG  | 47,70     |

Datum: 12. September

### Speerwurf
| Platz | Athlet         | Land | Weite (m) |
| ----- | -------------- | ---- | --------- |
| 1     | Heinrich Will  | FRG  | 67,68     |
| 2     | Gerhard Keller | FRG  | 64,18     |
| 3     | Michel Macquet | FRA  | 59,98     |
| 4     | Guénard        | FRA  | 57,65     |

Datum: 11. September